# Acacia simplicifolia
Acacia simplicifolia là một loài thực vật có hoa trong họ Đậu. Loài này được (L. f.) Schinz & Guillaumin miêu tả khoa học đầu tiên năm 1926.